# Volkersheim
Volkersheim è una frazione (Ortschaft) della città di Bockenem, nel land della Bassa Sassonia, in Germania.

## Storia
Già comune autonomo nel circondario di Gandersheim, fu soppresso e incorporato a Bockenem il 1º marzo 1974.
| Controllo di autorità | GND (DE) 4724266-8 |